# بيت الدوسري (بني مطر)

تعديل مصدري - تعديل

بيت الدوسري هي إحدى قرى عزلة بني قيس بمديرية بني مطر التابعة لمحافظة صنعاء، بلغ تعداد سكانها 47 نسمة حسب تعداد اليمن لعام 2004.